# Verner Dahlerup
Karl Verner Hornemann Dahlerup (født   31. oktober 1859 på Frederiksberg, død 24. august 1938 i København) var professor i nordiske sprog ved Københavns Universitet og grundlægger af Ordbog over det danske sprog. 
Dahlerup blev student i 1876 og kandidat i nordisk filologi i 1883 fra Københavns Universitet. Han var fra 1887 ansat som assistent ved Det Kongelige Bibliotek og blev 1899 docent ved Københavns Universitet, hvor han i 1911 blev ordinær professor i nordiske sprog (emeritering 1926).
I ordbogsprojektet var Dahlerup hovedarbejdskraften fra omkring 1900 til 1915, hvor projektet overgik til Det Danske Sprog- og Litteraturselskab: I de sidste år ansatte han yngre filologer som medhjælpere. 
Verner Dahlerup var gift med Marie Dahlerup (13. februar 1862 – 27. januar 1954). De ligger begravet på Vestre Kirkegård i København.